# خوان كارلوس دكيو
خوان كارلوس دكيو (بالإسبانية: Juan Carlos Duque Gancedo)‏ (26 يناير 1982 بمدريد في إسبانيا - ) هو لاعب كرة قدم إسباني في مركز الدفاع. شارك مع منتخب إسبانيا تحت 16 سنة لكرة القدم ومنتخب إسبانيا تحت 17 سنة لكرة القدم. أما مع النوادي، فقد لعب مع بوليديبورتيفو إيخيذو وريال مدريد ج وريال مدريد كاستيا ونادي بونتيفيدرا ونادي سان سباستيان دي لوس رييس ونادي سبتة ونادي سمورة.

## وصلات خارجية
- خوان كارلوس دكيو على موقع الاتحاد الدولي (مؤرشف)  (الإنجليزية)
- خوان كارلوس دكيو على موقع قاعدة بيانات كرة القدم.إي يو (الإنجليزية)
- خوان كارلوس دكيو على موقع AS.com (الإسبانية)